# Tebtynis

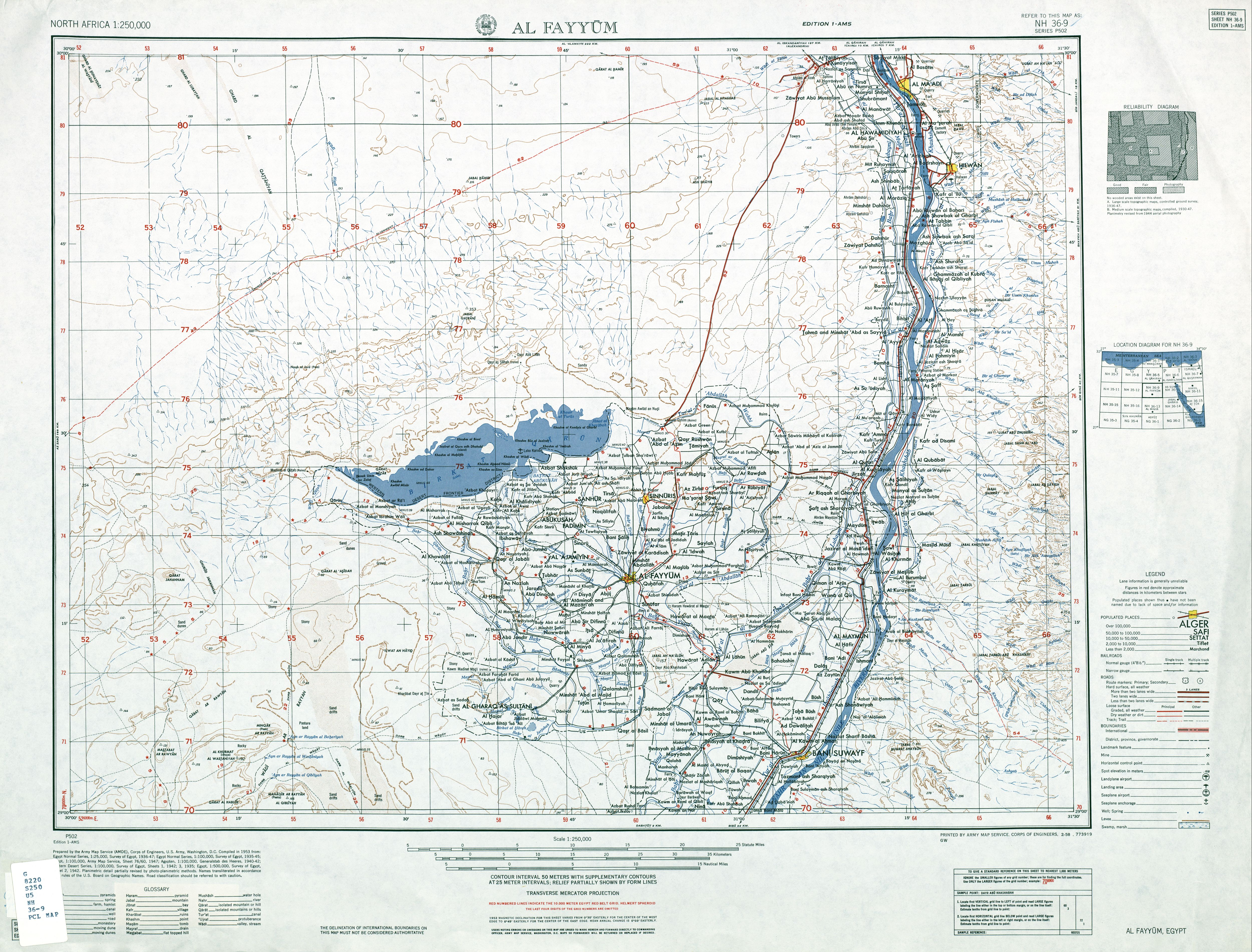
Mapa oazy Fajum z zaznaczeniem ruin w pobliżu Madinat Madi

Tebtynis – starożytne miasto egipskie zlokalizowane na południowy wschód od Madinat Madi na obrzeżach oazy Fajum. Miejsce kultu boga Sobka. Na miejscu Tebtynis obecnie położona jest osada Umm al-Burajdżat.
Tebtynis było badane w latach 1899–1900 przez brytyjskich archeologów B.P. Grenfella i A.S. Hunta. Odkryto wówczas cmentarz, na którym grzebano zmumifikowane krokodyle. W miejscu pochówków znaleziono dużą liczbę papirusów zapisanych pismem demotycznym i greckim. Papirusy datowane są na okres cesarstwa rzymskiego. Kolejne badania przeprowadzono w latach trzydziestych XX wieku. Niemieckie i włoskie ekspedycje archeologiczne odkryły wówczas nowe papirusy, pozostałości po miejskich zabudowaniach oraz przy sąsiedniej twierdzy Kasr Karun świątynię Sobka z epoki Ptolemeuszy.